# Neuristor
Ein Neuristor ist das einfachste elektronische Element, welches das Verhalten eines einfachen Neurons nachbilden kann. Es handelt sich um eine hypothetische Implementierung eines Neuronenmodells. Ein Neuristor besteht aus einer Reihe von Memristoren, welche die Synapsen abbilden, sowie einem Metall-Oxid-Halbleiter-Feldeffekttransistor (MOSFET).

## Technische Realisierung

Schaltung aus mehreren Memristor-basierten Neuristoren nach dem Hodgkin-Huxley-Modell.

In der Praxis konnten bislang Neuristoren mit einem Crossbar-Layer mit Memristoren aus einem Titan(IV)-oxid- oder Niob(IV)-oxid-Film, sowie einem n-Kanal-Anreichreicherungstyp-MOSFET in Silizium-CMOS-Technik gezeigt werden.
Derzeit befinden sich auch Memristoren in Entwicklung, bei denen mehrere Memristor-Crossbar-Layer zu einer dreidimensionalen Struktur übereinandergelegt und verbunden werden. Dabei wird die feste Verdrahtung im CMOS-Layer reduziert und durch die dynamischen Verbindungen der Memristor-Crossbar-Layer ersetzt. Dieser Aufbau gleicht eher dem Aufbau der kortikalen Säulen in den Gehirnen von Säugetieren, welche ebenfalls eine dreidimensionale Verdrahtung aufweisen. Bei diesem Aufbau sind die Neuristoren durch die höhere Anzahl und Dichte an Memristoren („Synapsen“) deutlich besser vernetzt. Jedoch ist dieser Aufbau auch komplexer in der Herstellung.
|  |  |

Der Aufbau ist mit Spin-FETs kompatibel und kann daher auch in Spintronik verwendet werden, wodurch erhebliche Energieeinsparungen möglich sind. Allerdings wurde der Aufbau mit Spin-FETs bisher nur im Computer simuliert, während eine technische Realisierung aussteht.
Alternativ zu Memristoren wird auch die Verwendung von magnetischen Tunnelkontakten (magnetic tunnel junction; MTJ) erforscht.

## Verwendung
Neuristoren lassen sich als Bauteil zum Aufbau künstlicher neuronaler Netze verwenden, die auf gepulsten Neuronalen Netzen (engl. Spiking-Neuron-Model) beruhen. Damit lassen sich biologische neuronale Schaltkreise im Rahmen des Neuromorphings effizient nachbilden. Diese Schaltkreise arbeiten bei bestimmten Aufgaben – etwa die Mustererkennung und die Simulation großer biologischer neuronaler Schaltkreise – effizienter als herkömmliche Logikschaltungen.